# Розита Еленова
Розита Михайлова Еленова е българска актриса, режисьор, експерт по медии и култура.

## Биография
Розита Стойчева Михайлова Еленова е родена на 4 март 1964 г. в Бургас, в семейството на Стойчо и Надежда Михайлови. Завършва средното си образование в родния си град – в ЕСПУ „Св. св. Кирил и Методий“. В Бургас прави и първите си стъпки в актьорското поприще в новосъздадената детска театрална студия на Димитър Еленов към Бургаския драматичен театър заедно с Рени Врангова, Светлана Янчева, Деляна Хаджиянкова и Димитър Рачков.
Завършва актьорско майсторство в НАТФИЗ „Кръстьо Сарафов“ (1982 – 1986 г.) в класа на проф. Надежда Сейкова и проф. Елена Баева.
Има магистърска степен по специалност Публични комуникации на Факултета по журналистика и масови комуникации в Софийския университет „Св. Климент Охридски“ (2003 – 2006 г.).

## Кариера в театъра
Работи 15 години като актриса в Бургаския драматичен театър „Адриана Будевска“ и Драматичния театър – Пловдив. Сред най-известните ѝ роли са:
- Милкана – Майстори (Рачо Стоянов)
- Лариса – Без зестра (Александър Островски)
- Яна – „Светът е малък“ (Иван Радоев)
- Лора – „Нирвана“ (Константин Илиев)
- Момичето – „Районна болница“ (Христо Бойчев)
- Албена – „Албена“ (Йордан Йовков)
- Адела – „„Домът на Бернарда Алба““ (Федерико Гарсия Лорка)
- Доведеницата – „Шест лица търсят автор“ (Луиджи Пирандело)
- Дорис – „Догодина по същото време“ (Бърнард Слейд)
- Елена – „Сън в лятна нощ“ (Уилям Шекспир)

## Кариера в медиите и връзките с обществеността
От 2000 – 2005 г. води ежедневно авторско предаване за култура – „Звездите спят, ние не“ в кабелна телевизия, на което е автор, редактор и водещ. Работи като специалист Връзки с обществеността в няколко големи корпорации, директор „Връзки с обществеността и протокол“ в Министерство на транспорта и съобщенията през 2009 г. и на Национална компания „Железопътна инфраструктура“ най-голямото държавно предприятие – 2010 – 2015 г. Носител на Голямата награда в категория Кризисен ПР и награда за проект с най-голямо медийно отразяване през 2011 г. Член е на Съюза на артистите в България, Съюза на българските журналисти, Българско дружество за връзки с общественосттаи Асоциацията на комуникационните директори През 2016 – 2022 г. е член на Съвета за електронни медии от парламентарната квота. Съпруга на режисьора Димитър Еленов от 1995 г. до смъртта му през 2020 г. Сестра на рекламиста, политик и инфлуенсър Теодор Михайлов. През 2022 г. е кандидат депутат в листите на Продължаваме промяната за 2-ри и 23-и МИР.
От 28.22024 със заповед на министъра на културата е назначена за член на УС на Национален фонд Култура.

## Творческа и преподавателска дейност
Автор и режисьор на документалния филм „Свободен, по-свободен, Димитър“, посветен на актьора, режисьор и педагог Димитър Еленов. Лентата е в копродукция с Българска национална телевизияи с подкрепата на Фонд „Култура“ и Община Бургас. Автор и издател на сборника със същото заглавие.
Понастощем е преподавател в детска актьорска студия и директор на „ДИМИТЪР ЕЛЕНОВ фондация“. Създател е на ежегодния летен фестивал WORKSHOP ЕЛЕНОВ, който се провежда на сцена „Кабана“ и „Топлоцентрала“.